# Генріх Ґельцер
Генріх Ґельцер (нім. Heinrich Gelzer; 1 липня 1847, Берлін — 11 липня 1906, Єна) — німецький учений. Зокрема писав про вірменську мітологію. Генріх був сином швейцарського історика Йоганна Генріха Ґельцера. У 1878 році він став професором класичної філології та античної історії в Єнському університеті. Він є автором праці про Секста Юлія Африкана. Розробив хронологію Гігеса з Лідії на основі клинописних свідчень у статті 1875 року.

## Праці
- «Секст Юлій Африкан і візантійська хронологія» (нім. «Sextus Julius Africanus und die byzantinische Chronographie»)
- «Georgii Cyprii Descriptio orbis romani» (1890)
- «Index lectionum Ienae» (1892)
- «Життя Леонтія Неапольського Іоанна Милостивого, архієпископа Олександрійського» (нім. «Leontios' von Neapolis Leben des heiligen Johannes des Barmherzigen, Erzbischofs von Alexandrien»; 1893)
- «Духовне та світське з турецько-грецького сходу» (нім. «Geistliches und Weltliches aus dem türkisch-griechischen Orient»; 1900)
- «Неопубліковані та неповні тексти Notitiae Episcopatuum, внесок у візантійську церковну та адміністративну історію» (нім. «Ungedruckte und ungenügend veröffentlichte Texte der Nottiae episcopatuum. Ein Beitrag zur byzantinischen Kirchen- und Verwaltungsgeschichte»; 1901)
- «Зі Священної Гори та з Македонії. Дорожні фотографії з Афонських монастирів та Воскресенського району» (нім. «Vom heiligen Berge und aus Makedonien. Reisebilder aus den Athosklöstern und dem Insurrektionsgebiet»; 1901)
- «Scriptores sacri et profani... Том 4: Вірменська історія Стефана Таронського» (нім. «Scriptores sacri et profani... Bd. 4. Des Stephanos von Taron armenische Geschichte»; 1907)
- «Історія культури Візантії» (нім. «Byzantinische Kulturgeschichte»; 1909)
- «Patrum nicaenorum nomina» (1909)
- «Вибрані менші твори» (нім. «Ausgewählte kleine Schriften»; 1909)
- «Старофранцузький Ідерроман» (нім. «Der altfranzösische Yderroman»; 1909)